# Masia Montserrat
Masia Montserrat és un monument del municipi de Vila-sana (Pla d'Urgell) inclòs en l'Inventari del Patrimoni Arquitectònic de Catalunya.

## Descripció
La masia respon a una planta rectangular amb coberta a dues aigües. Consta de planta baixa, pis i golfes. Les dues primeres plantes estan separades per una cornisa de pedra, que juntament amb les cantonades de l'edifici i els marcs de finestres i portes actuen com a elements decoratius. La façana principal té les obertures simètriques: al pis de baix la porta al centre i les finestres a les bandes; al nivell del mig el balcó just sobre la porta principal i finestres a banda i banda col·locades sobre les finestres de la planta baixa. A les golfes, dos òculs circulars tanquen aquest conjunt d'obertures simètriques. A prop de l'edifici principal, el primer a construir-se, hi ha magatzems de tàpia, construïts al segle xx.

## Història
Aquesta masia fou en un principi part del patrimoni de la família Felip, de la qual se separà amb el temps. En el llibre de Bach i Riu es diu que encara es poden veure parts en què la construcció és anterior al segle xviii. La documentació especifica que l'any 1878 aquesta masia ja era habitada. A la partida dels Alberchs és l'única masia existent. Als anys 80 era coneguda com la Colònia Agrícola Montserrat. Actualment és propietat d'uns advocats de Barcelona, que la van reformar i la fan servir de segona residència.